# PC 엔진 셔틀

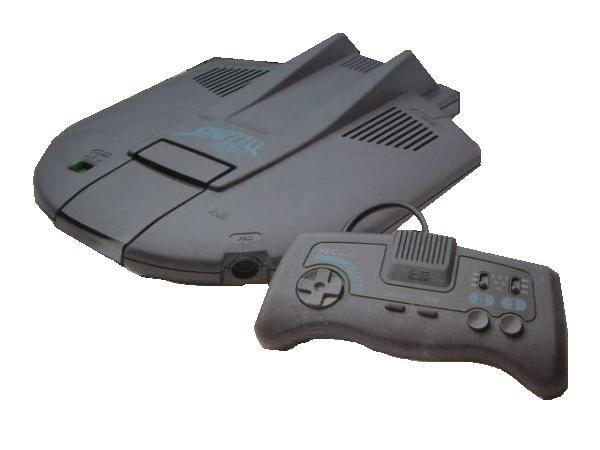

PC 엔진 셔틀(PC Engine Shuttle, 일본어: PCエンジンシャトル)은 NEC 홈 일렉트로닉스에서 발매된 PC 엔진의 후기 모델이다. 1989년 11월 22일 일본에서 발매되었으며, 발매 당시 정가는 18,800엔.
저연령층을 대상으로 우주선과 같은 디자인으로 발매되었다. 확장 슬롯을 갖추지 않아 CD-ROM²와의 접속이 불가능해 판매량은 많지 않았지만, AV 출력을 처음으로 채용한 기념적인 모델이다.